# ワラビ
ワラビ（蕨、学名: Pteridium aquilinum subsp. japonicum）はシダ植物の1種。コバノイシカグマ科。かつてはイノモトソウ科に分類されていた。草原、谷地、原野などの開けた日当たりのよいところに群生している。酸性土壌を好む。山菜のひとつに数えられている。新芽は、ワラビナ、サワラビともよばれる。
春から初夏にまだ葉の開いてない若芽（葉）を採取しスプラウトとして食用にするが、この若芽は毒性があるため生のままでは食用にできない。伝統的な調理方法として、熱湯（特に木灰、重曹を含む熱湯）を使ったあく抜きや塩漬けによる無毒化が行われる。また、根茎から取れるデンプンを「ワラビ粉」として伝統的に精製し市場に出荷されているが、とれる量が少なく（原料のわらびの根の重量比約5-6%しか取れない）製造に手間がかかることから、生産量が少ない貴重品となっている。
この名は同時にシダ類の代表的な名として流用され、たとえばイヌワラビ、クマワラビ、コウヤワラビなどがある。また、アイヌ語でもワラビを「ワランビ」「ワルンベ」などと呼称しており、日本語由来の言葉と考えられている。

## 特徴
Pteridium aquilinum世界の温帯から熱帯にかけて広く分布する。Pteridium aquilinum subsp. japonicum東アジア、北アジア、東ヨーロッパに分布する。日本には、北海道、本州、四国、九州、南西諸島の平地の原野から山地に分布する。主に日当たりと水はけの良い草原や土手、山の斜面などに群生する。
長い根茎が分岐しながら地下を横に這い、所々で新芽を出して葉が開き、成長すると0.5 - 1メートル (m) くらいの背丈になる。葉は冬には枯れ、根茎が残って春の芽生えに備える。新芽は先が握りこぶしのように曲がった形で出て、褐色を帯びた細かい毛で覆われ、やがてほどけるように葉が開いて羽状複葉になる。葉は3回羽状複葉で深く裂け、葉身は三角状に広がり、大きなものでは長さ1 mほどになる。小葉にはつやがなく、全体に黄緑色で、やや厚い革質で硬い。裂片は先が丸い長楕円形になる。葉は生長すると、裏に胞子をつける。
森林内に出ることは少なく、火事、植林地などの攪乱（かくらん）されて生じた日当たりの良い場所に出現する。山腹の畑地周辺などにもよく出て、大きな集団を作る。

## 栽培
山菜ブームから人気が高まり、栽培化も進んでいる。東京都青梅市をはじめ、愛知県や茨城県などでは昭和40年代から促成栽培が行われており、山形県などではワラビが自生してくる山間部の林地を利用して、土地に施肥し、ワラビの根を植えて繁殖するワラビ生産に早くから取り組んでいる。収穫は芽生えの5月ごろに1か月間ほど行われて、農協や直売所などに出荷される。天然ワラビと生育環境が近いため、自生品とほとんど見分けがつかないものが収穫できる。
山形県では、1973年（昭和48年）ごろから遊休耕地などの活用と山菜資源の確保をはかるため、ワラビの試験研究に取り組み始め、栽培法の確立と良質で多収型の系統選抜を行ってきた。こうして1982年（昭和57年）に全くアクのない系統の選抜に成功し「アマワラビ八ヶ岳」と命名した。
主な作型は大別して、露地栽培、半促成栽培、促成栽培、抑制栽培の4つ作型があり、これらの組み合わせにより1年を通して出荷できる。露地栽培は作型の基本となるもので、春から自然に発生してくるワラビを摘み取って、選別・出荷するものである。半促成栽培は、露地で2年以上株養生した冬場の畑にビニールトンネルをかけて、露地より約1か月早く芽出しさせるものである。促成栽培は、秋にビニールハウスを二重にかけて温床を通電して温める栽培法で、12月から3月ごろまで出荷する。別に養生した株をハウスに植え込んで萌芽させる方法と、充分に繁殖した根株の畑にハウスを設置して加温を行う方式がある。抑制栽培は、9月から11月の時期に出荷する作型で、この時期に生育中のワラビの茎葉を刈り取って、半促成同様にパイプハウスをかけて保温する方法である。

### 栽培品種・系統
ワラビの系統は多く、大別してアクのある系統とアクのない系統があり、さらにアクのある普通のワラビに青茎系、赤茎系、中間系がある。収量や品質の観点から、若芽が濃緑色の青茎系が優れている。
- 大開系（おおびらきけい）
アクがある青茎系で、茎は薄紫色で太く、収量や品質に優れている。濃い緑色をしているため、促成栽培を行った場合でも新鮮な緑色が残る[23]。
- 武川系（むかわけい）
アクがある青茎系で、茎は白緑色で太く、収量や品質に優れ、早期収量が多い[23]。
- アマワラビ八ヶ岳系
アクがない系統で、家庭での木灰の入手が困難なことからアクが少ない系統を選抜改良して、1957年にまったくアクがない系統として発表された。茎は濃緑色で大開系に近い太さがあり、発生本数が若干多めのため収量も高い[23]。

### 栽培条件
ワラビは特に土地を選ぶこともなく、どんな土地でも作れるが、腐葉土など有機物の多い膨軟な土地が適している。乾燥を嫌うことから夏の干ばつが続くと発生が少なく、茎の伸び方にも影響を及ぼすため、乾燥しない場所か灌水が可能な畑が好ましい。病虫害がほとんどなく、雑草にも強いため、栽培はごく簡単である。ただし、どのような作型においても、最低1年間は根株の養生を行わなければならない。施肥量が多くなるほど収量も増加する傾向があり、特に堆肥や落ち葉などの有機物を主体とする土作りに重点を置く必要がある。株が古くなると茎も細くなるため、株の若返りを考慮して3年に1度ほど、圃場の2分の1くらいずつトラクターなどですき起こして、両脇の株から新しく根が伸びてきて株の更新が行われる。

## 食用
ワラビの春から初夏にかけて出る新芽は、中国・日本・朝鮮半島において広く食用とされる。主な旬は4月から6月とされ、まだ葉が開く前の若芽を、下から手でしごきながら折り取るように摘んで採取する。若芽の先端の葉が開きかけたものはかたいため、葉が開かずに丸まっているものがよい。
ワラビは山菜の中でも特に灰汁が強く、食べるためには灰汁抜きが必要で、下処理せずに生食すると毒性があるともいわれている。丁寧に灰汁抜きをしたあとに、おひたしや和え物、漬物、味噌汁の実、煮物、炒め物、巻き寿司の具などにすると、他の野菜にはない独特な風味が味わえる。
シベリアのクラスノヤルスク地方では、日本と中国への輸出のために生と加工された形で収集が行われている。
ワラビのおひたしについては家庭によって様々な変わり醤油をつけて食べる習慣があり、三杯酢、ワサビ醤油、からし醤油、酢醤油、ポン酢などのさまざまな味で食されている。和え物は、白和え、クルミ和え、からし和え、マヨネーズ和えなど、他の味とあえて食べられている。また、水を切ってから細かく刻んでたたくと（ムチネーゼ由来の）ぬめりが出て、とろろのように利用することもできる。
生の物を5センチ程度に切ってかき揚げにするか、1本のままで天ぷらにしても良い。生のまま揚げたものは灰汁抜きしたものより苦味が強いが、ほろ苦い独特の風味があり美味である。後述の中毒のこともあり、一度に食べすぎないように注意する必要がある。
塩漬けした物を食べる時は取り出したワラビをよく洗い、一晩塩抜きしてから煮付けや卵とじなどの調理にする。そのまま生では食べない。
根茎を乾燥して砕き、水にさらして採れた上質なデンプンは「ワラビ粉」といって、これからわらび糊やわらび餅をつくる。ただし、市販されているわらび餅の大半は、ワラビ粉ではなく小麦粉などから作られている。昔は根茎から採れるワラビ粉が、飢饉のおりに飢えをしのいでいたと記録されている。

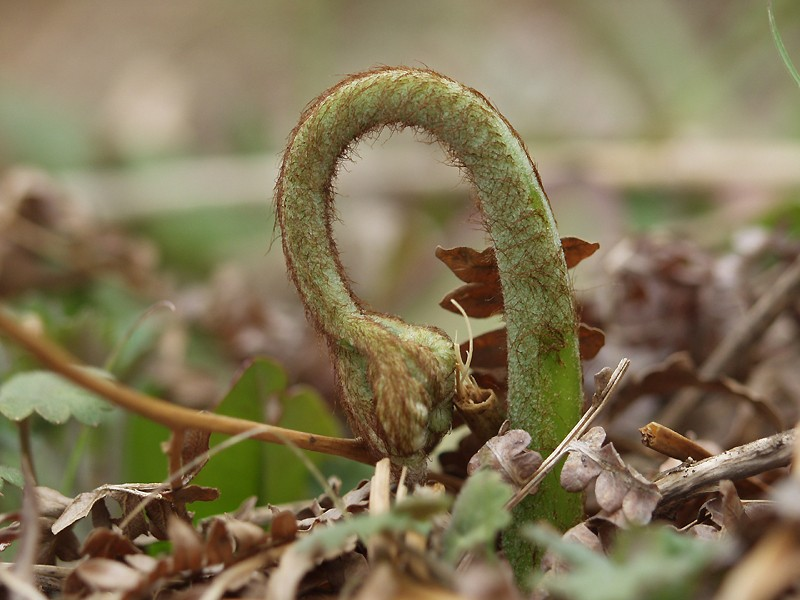
芽ばえ
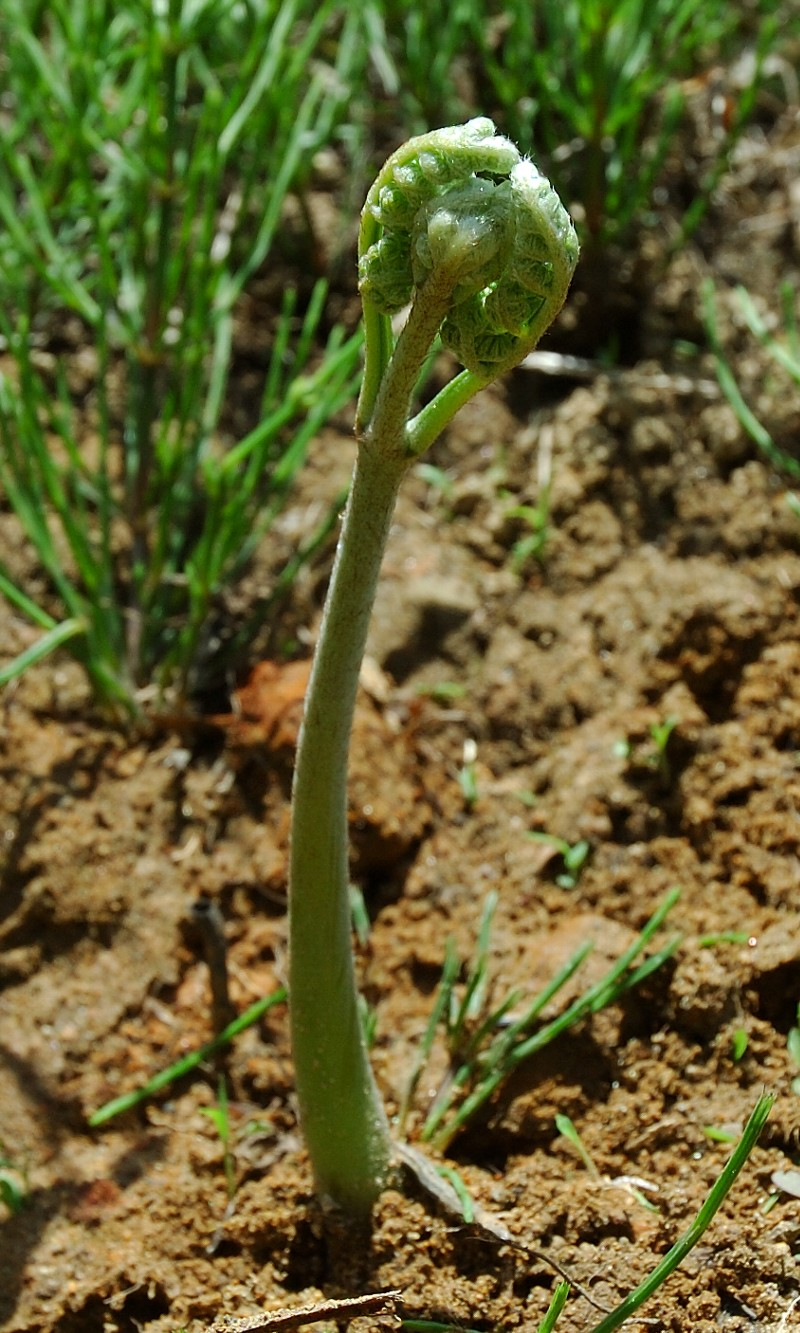
葉が開くまえ・通常この程度を食用とする
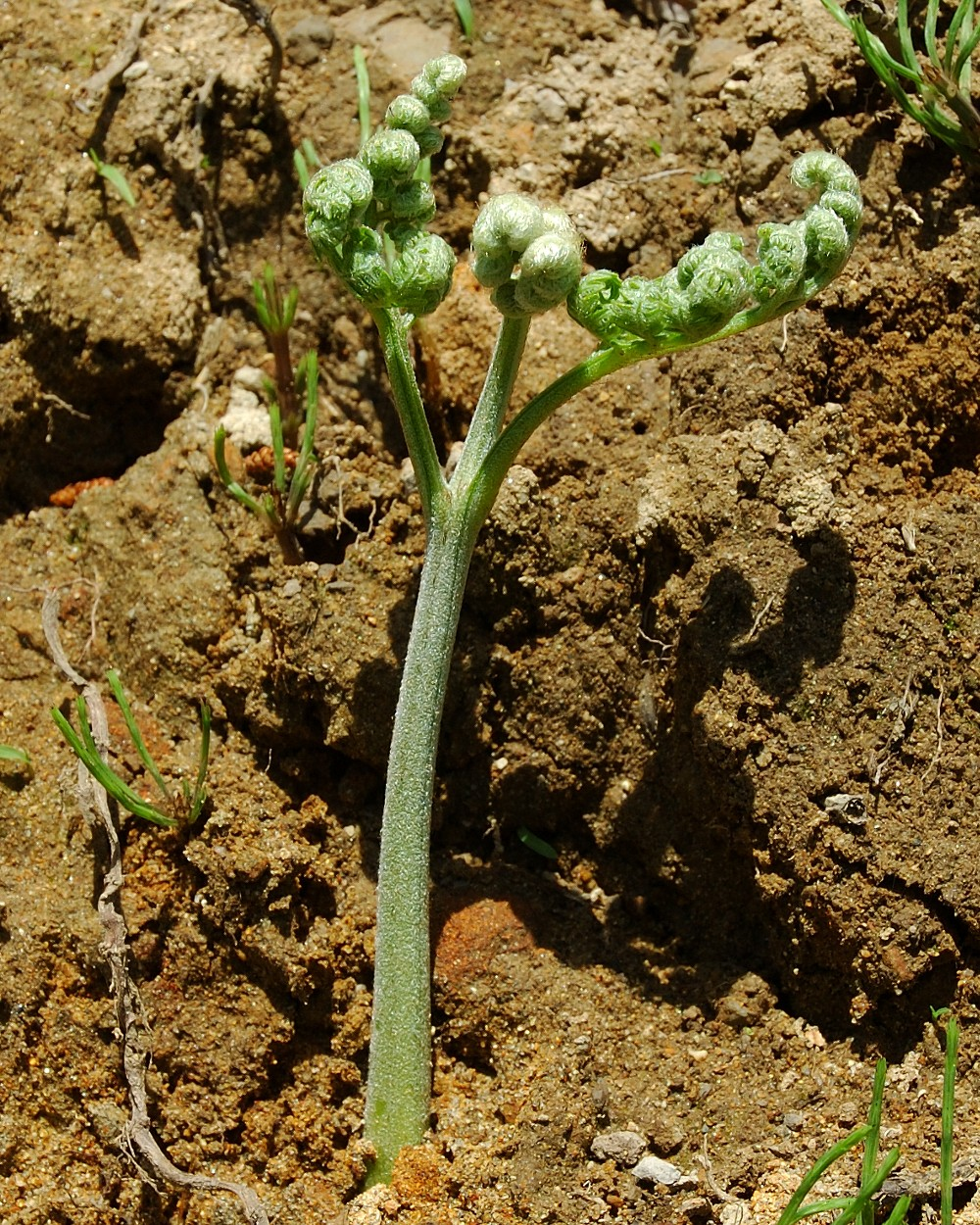
葉が開きはじめる
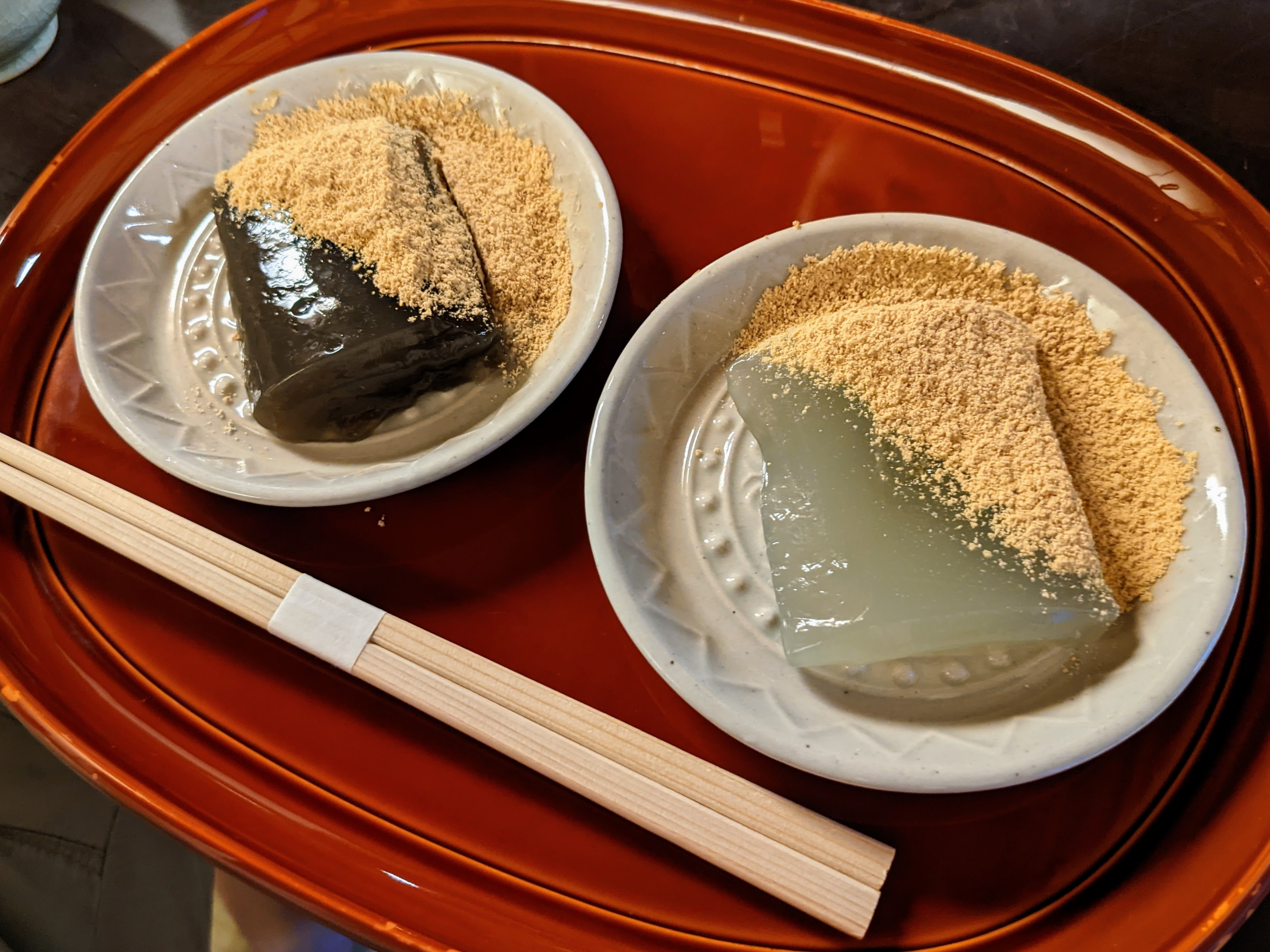
きな粉のかかったわらび餅

### 灰汁抜き

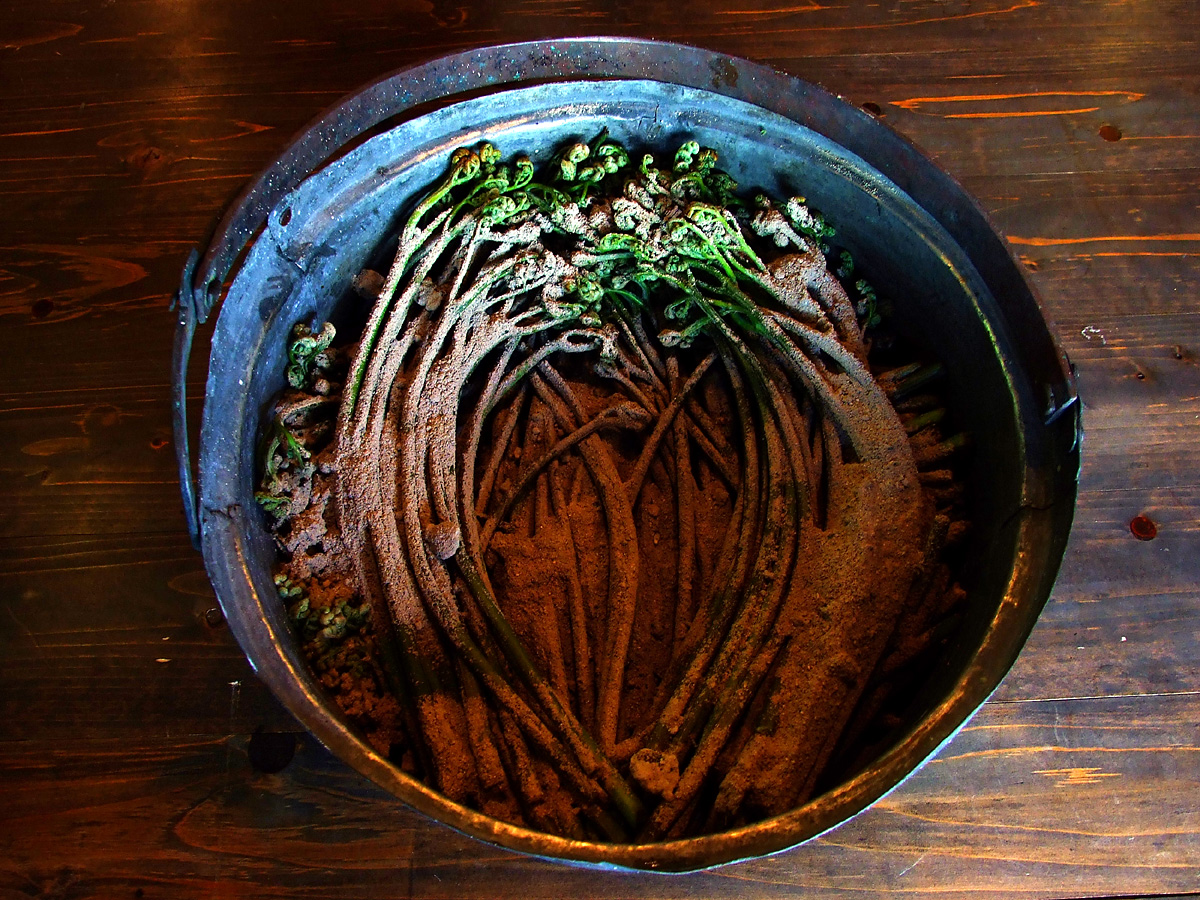
ワラビの灰汁抜き（ここに湯を注ぎ一昼夜置く）

ワラビは灰汁が強いため、必ず重曹や木灰などを使って下処理をしてから用いられている。処理の前にかたい根元の部分を取り除いて、ワラビの重さの10%強の木灰や、さじ1杯分の重曹を上からまぶして半日ほどおいたのち、沸騰した熱湯をその上から注ぎ、新聞紙や大き目のポリ袋で落し蓋や重石をして一晩置く。あるいは、沸騰した湯にワラビと重曹を入れて、火から下ろして一晩置く。翌日、きれいな水でよく洗い、水にさらしてアクを流してから調理する。

地方によっては、濃い塩湯（熱湯に多めの塩を溶かしたもの）をワラビを敷き詰めたタライに流しこんで、灰汁を抜くという方法もある。また、温泉地では単純アルカリ泉（飲泉が可能なもの）で灰汁を抜く方法もある。こうした場所ではフキなど他の山菜も、山から採って来た長いままで切らずに茹でる光景も珍しくない。

### 保存
灰汁抜き後のワラビを保存したいときは、水に浸けて、水を替えながら冷蔵すれば1週間ほど日持ちする。確実に日持ちさせたい場合はチャック付き保存用バッグに練りワサビを溶かした水（充分に濁るくらい。中のバッグにチューブのワサビを絞って3 - 5センチ程度必要）と共に処理したワラビを入れて空気を抜き、冷蔵庫に保管するとワサビの殺菌作用で1週間ほどは持つ。食べやすい大きさに小口切りしておくと、袋から取り出して洗ってそのまま食べられる。
たくさん採れたときは、塩漬けや天日干しにして保存する。塩漬けにする場合は、多めの塩を振りかけながら束ねた生のワラビを漬物樽に敷き詰めてビニールを被せ、蓋と重石をして空気が入らないように密封する。

## 中毒
牛や馬、羊などの家畜はワラビを摂取すると中毒症状を示し、また人間でもアク抜きをせずに食べると中毒を起こす（ワラビ中毒）。ワラビにはビタミンB1を破壊する酵素や、灰汁には発癌性のあるプタキロサイド (ptaquiloside)が約0.05-0.06%含まれる。灰汁抜きすることでそれらの物質は減少するが、甚だしい多食は避けた方が良いという意見や、発がん物質の影響が懸念されるには毎日大量に食べ続けることを仮定したものという指摘もある。また、ワラビに含まれる発がん性物質は熱を加えると完全に分解することが確かめられているともいわれ、茹でて灰汁に浸けるという日本古来の調理法は、無毒化する方法でもあったという説もある。
1940年代に牛の慢性血尿症がワラビの多い牧場で発生することが報告され、1960年代に牛にワラビを与えると急性ワラビ中毒症として白血球や血小板の減少や出血などの骨髄障害、再生不能性貧血、あるいは血尿症が発生し、その牛の膀胱に腫瘍が発見された。これが現在のワラビによる発癌研究の契機となった。主にプタキロサイドはアクの部位に多いが、アク抜きしても発ガン性は残存する。ラットの発ガン率は、処理なし78.5%に対し、灰処理25%、重曹処理10%、塩蔵処理4.7%と低下はするものの残存した。

## 文化
奈良時代末期に成立したといわれる日本現存最古の和歌集『万葉集』でよく知られた歌に、「石走る 垂水の上の さわらびの 萌え出づる春に なりにけるかも」（『万葉集』巻八 1418 志貴皇子）という、ワラビの芽生えと思しき「春の雑歌 志貴皇子の懽（よろこび）の御歌（みうた）一首」がある。しかし、ワラビは雪解け水がしたたるような場所には生えないことから、この歌の「さわらび」はワラビではなくシダ類一般を指した言葉ではないかという指摘もなされている。
「早蕨の 握り拳を 振り上げて 山の横面 はる風ぞ吹く」は、江戸時代の狂歌師四方赤良の作で、春風にそよぐワラビの若芽の様子を、握りこぶしで山の斜面をひっぱたいていると例えた風情ある歌である。
ワラビは日本全国の各地に仏教にまつわる伝説も多く、古くからワラビと庶民との結びつきは深かったとみられる。